# Anthaxia strigata
Anthaxia strigata es una especie de escarabajo del género Anthaxia, familia Buprestidae. Fue descrita científicamente por LeConte en 1859.

## Distribución
Habita en el Neártico, Neotrópico, región indomalaya, Paleártico y región afrotropical.